# Katherine Moennig
Katherine Sian Moennig, född 29 december 1977, är en amerikansk skådespelare. Moennig har bland annat medverkat i TV-serier som Young Americans (8 avsnitt), Law & Order (2 avsnitt) och serien The L Word (alla 70 avsnitt) vars sista avsnitt sändes i mars 2009 på den amerikanska kanalen Showtime. Serien fick sedan en fortsättning i december 2019 under namnet The L Word: Generation Q där Moennig återvänder i rollen som Shane McCutcheon. Hon har även medverkat i diverse teateruppsättningar, reklamfilmer, spelfilmer och även en musikvideo med det kanadensiska bandet Our Lady Peace.

## Privatliv
Uppvuxen i Philadelphia, Pennsylvania till en mor som var Broadwaydansare och hennes far fiolbyggare. Hennes kusin är Oscar-vinnande Gwyneth Paltrow.

## Filmografi

### Film
| År   | Titel                   | Roll             | Noteringar |
| ---- | ----------------------- | ---------------- | ---------- |
| 2009 | Everybody's Fine        | Jilly            |            |
| 2006 | Art School Confidential | Candace          |            |
| 2004 | Invitation to a Suicide | Eva              |            |
| 2001 | The Shipping News       | Grace Moosup     |            |
| 2001 | Love the Hard Way       | Debbie           |            |
| 2001 | Slo-Mo                  | Raven            |            |
| 2000 | The Ice People          | Wanja Kasczinksy |            |

### TV
| År   | Titel                             | Roll                    | Noteringar              |
| ---- | --------------------------------- | ----------------------- | ----------------------- |
| 2019 | The L Word: Generation Q          | Shane McCutcheon        | 2019-                   |
| 2013 | Ray Donovan                       | Lena                    | 2013-                   |
| 2009 | Three Rivers                      | Dr. Miranda Foster      | 2009-                   |
| 2008 | CSI: Miami                        | Mary Landis             | 1 avsnitt               |
| 2004 | The L Word                        | Shane McCutcheon        | 70 avsnitt, 2004 – 2009 |
| 2003 | Law & Order: Special Victims Unit | Cheryl Avery            | 1 avsnitt               |
| 2001 | Law & Order                       | Melissa Cobin           | 1 avsnitt               |
| 2000 | Young Americans                   | Jacqueline "Jake" Pratt | 8 avsnitt               |